# Aloe adigratana
Aloe adigratana är en grästrädsväxtart som beskrevs av Gilbert Westacott Reynolds. Aloe adigratana ingår i släktet Aloe och familjen grästrädsväxter. Inga underarter finns listade i Catalogue of Life.